# 八木さわ子
八木さわ子（やぎ さわこ、1893年4月6日 - 1946年5月8日）は、日本のフランス語の翻訳家。
東京出身。1921年アテネ・フランセ卒。母校で教えるかたわらフランス文学の翻訳を行った。

## 翻訳
- セギユール『可憐児』世界少年文学名作集 家庭読物刊行会 1920
- バルザック『谷間の白百合』新潮社 1920
- アルフオンス・ドオデヱ『私生児』新作社 1924
- ドオデエ『月曜物語』訳註 白水社 仏蘭文学訳註叢書 1926
- アナトール・フランス『襯衣』日向新しき村出版部 1927　のち改造文庫
- ドオデエ『プチ・ショウズ ちび君』岩波文庫 1933　のち角川文庫
- ドオデエ『ヂャック』第1-3部 春陽堂 1935-36